# Csíkos nektármadár
A csíkos nektármadár (Kurochkinegramma hypogrammicum) a madarak (Aves) osztályának a verébalakúak (Passeriformes) rendjébe, ezen belül a nektármadárfélék (Nectariniidae) családjába tartozó Kurochkinegramma nem egyetlen faja.

## Rendszerezése
A fajt Salomon Müller német zoológus és ornitológus írta le 1788-ban, a Nectarinia nembe Nectarinia hypogrammica néven. Sorolják a Hypogramma nembe Hypogramma hypogrammicum néven is.

## Alfajai
- Kurochkinegramma hypogrammicum lisettae (Delacour, 1926) - észak-Mianmar, délnyugat-Kína, észak-Thaiföld és észak-Vietnám
- Kurochkinegramma hypogrammicum mariae (Deignan, 1943) - dél-Thaiföld, dél-Vietnám, Laosz és Kambodzsa
- Kurochkinegramma hypogrammicum nuchale (Blyth, 1843) - a Maláj-félsziget déli része
- Kurochkinegramma hypogrammicum hypogrammicum (S. Muller, 1843) - Szumátra és Borneó
- Kurochkinegramma hypogrammicum natunense - Natuna sziget [2]

## Előfordulása
Délkelet-Ázsiában, Brunei, Indonézia, Laosz, Kambodzsa, Kína,  Malajzia, Mianmar, Szingapúr , Thaiföld és Vietnám területén honos. 
Természetes élőhelyei a szubtrópusi és trópusi síkvidéki esőerdők, mocsári erdők, lápok és mocsarak környéke, valamint ültetvények és vidéki kertek. Állandó, nem vonuló faj.

## Megjelenése
Testhossza 15 centiméter.

## Természetvédelmi helyzete
Az elterjedési területe rendkívül nagy, egyedszáma pedig stabil. A Természetvédelmi Világszövetség Vörös listáján nem fenyegetett fajként szerepel.